# Microcharops flavipetiolatus
Microcharops flavipetiolatus är en stekelart som beskrevs av Gupta 1987. Microcharops flavipetiolatus ingår i släktet Microcharops och familjen brokparasitsteklar. Inga underarter finns listade i Catalogue of Life.